# Croix de la chapelle de Goux-les-Usiers
La Croix de la chapelle de Goux-les-Usiers est une croix du XVIe siècle située sur la commune de Goux-les-Usiers dans le département français du Doubs.

## Localisation
La croix est située au centre du village, juste à côté de la chapelle Notre-Dame-de-Pitié.

## Histoire
La croix date du XVe ou XVIe siècle. Elle est inscrite au titre des monuments historiques depuis le 7 juillet 1989.

## Description
La croix est posée sur un fût et une traverse de même forme, le tout sur un emmarchement de quatre degrés.
L'ensemble est en pierre calcaire et la croix représente le Christ en croix.

Sur le piédestal, une plaque contient l'inscription : 

« Cette croix érigée en 1118 a été bénie en 1847 pour souvenir de mission 300 jours d'indulgence »

La date d'érection erronée de « 1118 » sur la plaque serait due à une erreur d'interprétation des inscriptions situées sur la croix.